# Bill Griffith

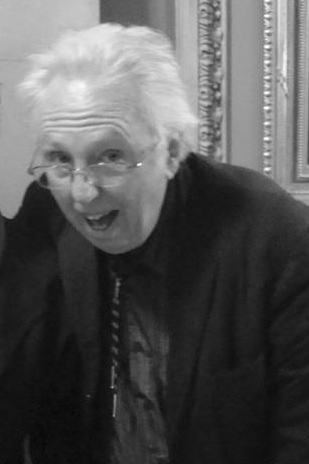
Bill Griffith

Bill Griffith (eigentlich William Henry Jackson Griffith; * 20. Januar 1944) ist ein US-amerikanischer Comiczeichner. Er wurde in Brooklyn, New York geboren und wuchs in Levittown, New Jersey auf. Er war mit der Comic-Zeichnerin Diane Noomin verheiratet.
Griffith begann in den 1970er Jahren sogenannte Underground Comics zu zeichnen. Mit Art Spiegelman zusammen gab er 1975–1976 das Comic-Magazin Arcade heraus. Seine bekannteste Figur ist Zippy, die er zuerst 1971 in einer Geschichte verwendet und dann als   Comic-Strip veröffentlicht. Die Zusammenfassungen der Strips in Bücher wurden in den 1980er Jahren auch ins Deutsche übersetzt. Seine autobiographische Graphic Novel Invisible Ink. My Mothers Affair with a Famous Cartoonist, aber auch die Biographie des Vorbilds von Zippy the Pinhead, Schlitzie, Nobody's Fool sind nicht übersetzt.

## Veröffentlichungen in deutscher Sprache
- Zippy for president. Volksverlag 1984
- Zippy blickt durch. Volksverlag 1983
- Wahnsinn und Feinsinn. Zweitausendeins, 1983